# アクティブ・ラーニング
アクティブ・ラーニング（英語: Active learning、主体的、対話的で深い学習）は、学修者主体の学習手法の一つであり、学修者が能動的（アクティブ）に学修（ラーニング）に参加する学習法の総称である。教育行政用語としてのアクティブ・ラーニングと、教育学術用語としてのアクティブラーニングは重なる部分も大きいが、異なる部分もあるため注意を要する。本稿は主に前者を念頭に解説する。

## 概要
アクティブ・ラーニングは学修者が能動的に学習に取り組む学習法の総称である。これにより学習内容を確かに修得しつつ、座学中心の一方的教授方法では身につくことの少なかった21世紀型スキルをはじめとする汎用的能力、ひいては新しい学力観に基づくような「自らが学ぶ力」が養われることが期待されている。
学習指導要領改訂（高校では2022年度1年生より実施分）に向けて、2014年頃からアクティブ・ラーニングの語が中教審の審議や答申で見られるようになった。その後、アクティブ・ラーニングの語は後退し、「主体的・対話的で深い学び」が正式な語として採用された。
アクティブ・ラーニングが必要とされる社会的背景は，技術や社会環境が急激に変化し、教育機関で学んだ内容がすぐに陳腐化してしまうという知識基盤社会・生涯学習社会の到来である．将来にわたって必要なスキルを身につけることができる学習法として注目され、国内外の様々な教育機関の授業においてアクティブ・ラーニングが実施されている。その多くは発見学習、問題解決学習（課題解決型学習）、体験学習、調査学習、グループディスカッション、ディベート、グループワーク等を有効に取り入れており、このような授業はアクティブラーニング型授業とよばれている。グループワークのうち、タスクフォースやチューターを加えずに学習者同士での自習を指した、SDL（self-directed learning）という用語も用いられる。
アクティブ・ラーニングは、古くはデューイの経験学習、ヴィゴツキーの構成主義的学習観に源流を見出すことができるため、アクティブ・ラーニングに分類可能な学習方法は実践・研究がなされてきている。企業や地域コミュニティにおける研修では、協調学習の技法の一つであるワークショップもアクティブ・ラーニング型の活動の一つとして広く行われている。企業における具体的な学習方法としては、ケースメソッドとフィールドメソッドなどが存在するが、どちらもビジネススクールで開発されたものである。このように、アクティブ・ラーニングやアクティブ・ラーニング型授業に該当する教授・学習方法は、以前より存在していた。それでもなお、アクティブ・ラーニングという語を用いて議論する意義は十分に存在する。それらに関しては学術的な議論となるため、本稿の範囲を超える。
アクティブ・ラーニングは確かに重要だが、より効率的に学習するためには、従来のコースと並行して行われることが必要である。